# 甜食广场

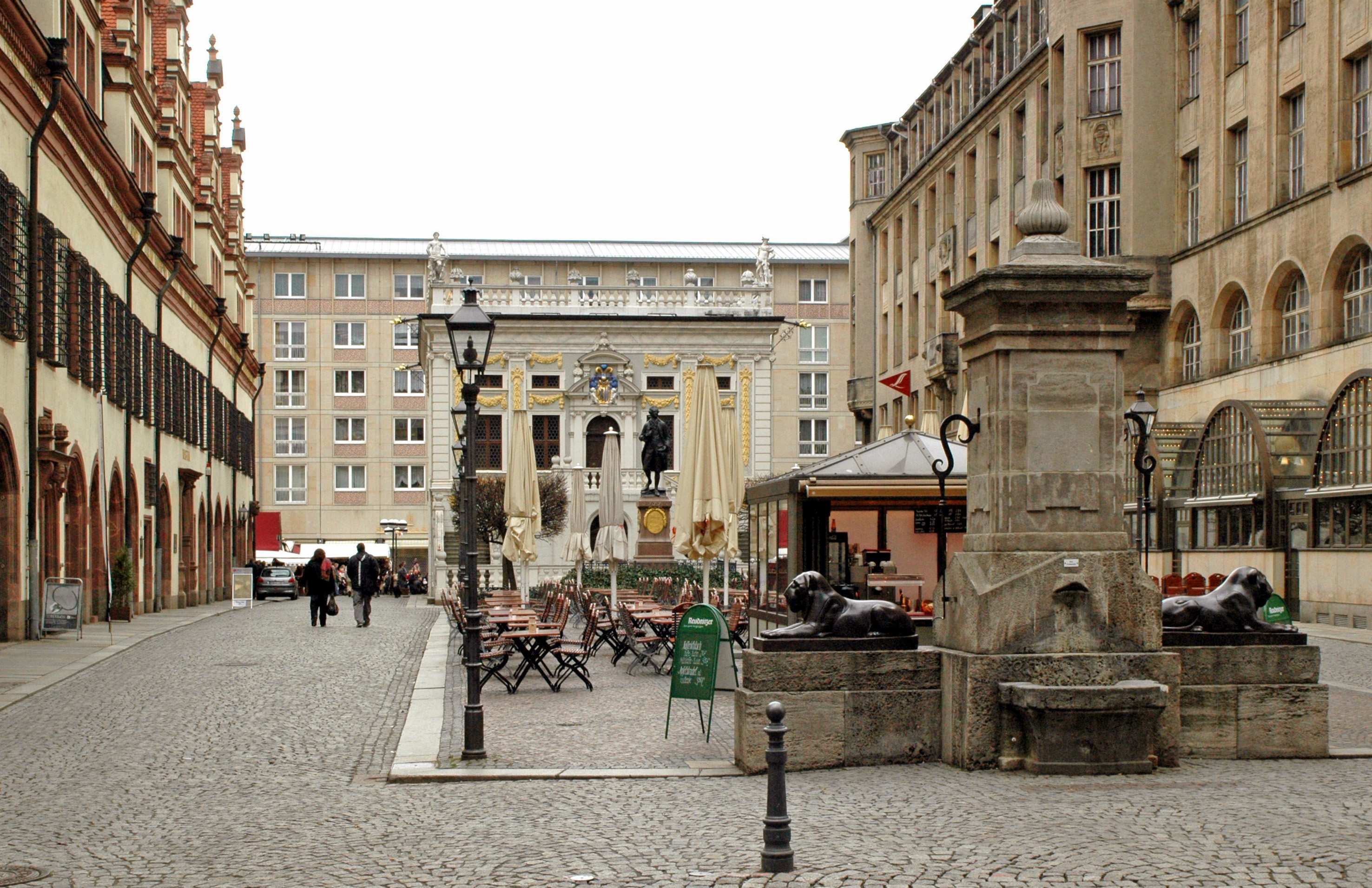
甜食广场

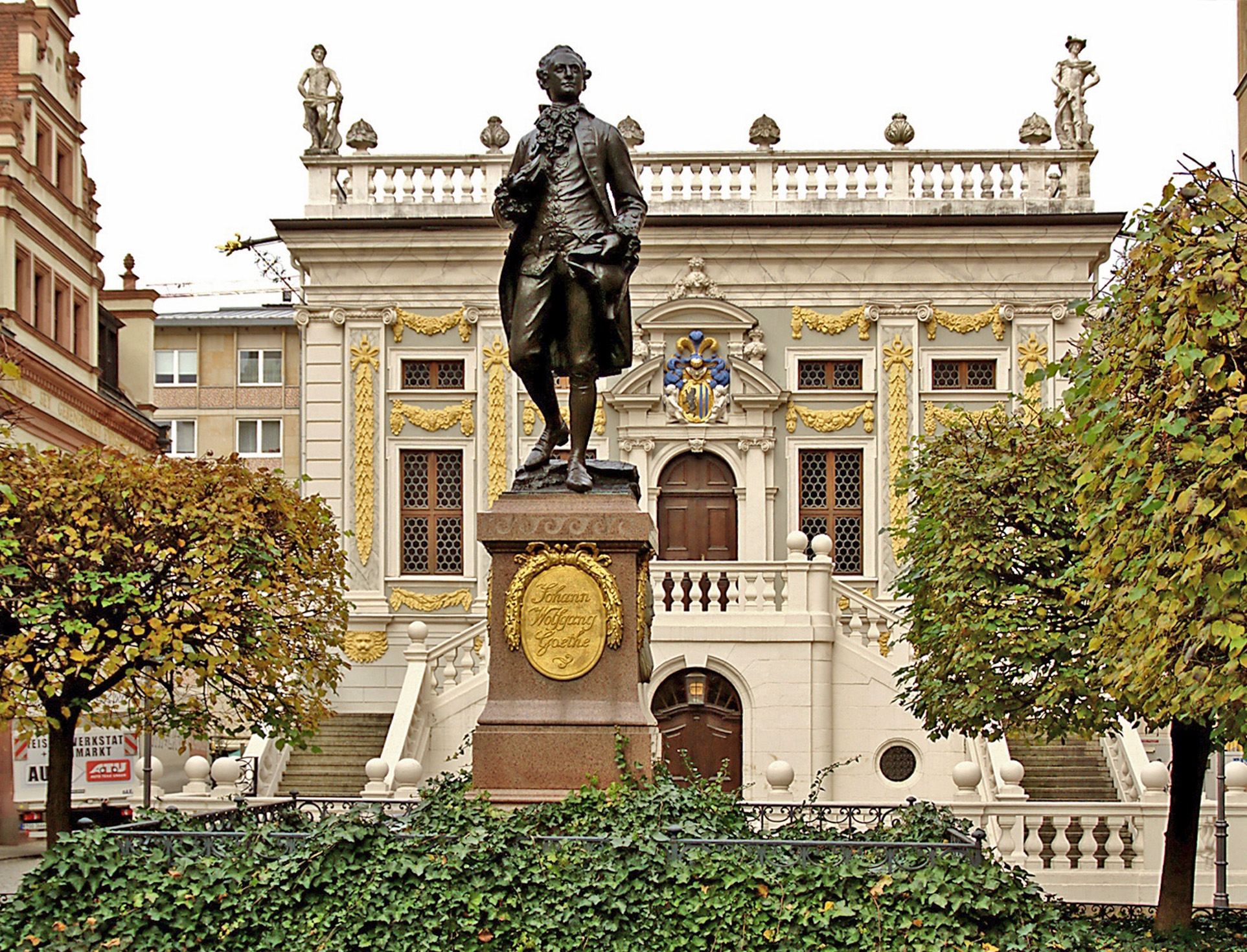
老交易所前歌德雕像

甜食广场（Naschmarkt）是德国城市莱比锡市中心的一个广场，位于老市政厅后侧。广场中间巴洛克风格的老交易所，在17世纪作为一个生意人的聚会世纪已建成。交易所前是青年歌德的雕像，他于1765至1768年在莱比锡求学。
在中世纪，甜食广场主要是销售水果和蔬菜，这些在当时都被认为是非必须的“糖果”。现在，甜食广场在每年的圣诞节和复活节回到中世纪贸易中心，在那里举办“中世纪集市”。